# Joe Orton
John Kingsley „Joe” Orton (ur. 1 stycznia 1933 w Leicesterze, zm. 9 sierpnia 1967 w Londynie) – brytyjski autor satyrycznych sztuk teatralnych.
W trakcie swojej krótkiej lecz płodnej kariery (od 1964 do śmierci) szokował, wywoływał oburzenie i bawił swoimi skandalizującymi czarnymi komediami. Ortonesque (ortoneska) stała się terminem oznaczającym twórczość „oburzająco makabryczną”.

## Młodość
Orton urodził się w Leicester w rodzinie robotniczej, a wychowywał się na Saffron Lane council estate (należącym do osiedli komunalnych, w których zamieszkują najbiedniejsze społeczności) z bratem Douglasem i dwiema siostrami: Marilyn i Leonie. Jego rodzice, Wiliam i Eslie, pobrali się w 1931; ojciec pracował dla Gminy Leicester jako ogrodnik, matka zaś w fabryce obuwia, do czasu gdy w wyniku gruźlicy usunięto jej płuco.
Orton nie zdał egzaminu, którym wówczas kończyła się nauka w angielskiej szkole podstawowej (tzw. eleven-plus), z powodu problemów zdrowotnych związanych z astmą. Później, w latach 1945-1947 uczęszczał do Clark's College, szkoły prywatnej nie cieszącej się renomą. Następnie rozpoczął pracę jako młodszy urzędnik (junior clerk) za jedyne 3 funty szterlingi tygodniowo.
Zainteresował się występowaniem w teatrze około 1949 r. i wstąpił do kilku różnych kółek teatralnych (dramatic societies), włącznie z prestiżową Leicester Dramatic Society. Podczas pracy nad amatorskimi produkcjami postawił sobie za cel poprawę wyglądu zewnętrznego i zaczął chodzić na siłownię. Ponadto brał lekcje dykcji (osoba mówiąca jego akcentem nie miała szans na zrobienie kariery aktorskiej), a także próbował zaradzić swojemu brakowi formalnego wykształcenia i wiedzy o kulturze. Stracił pracę i nadal chcąc angażować się w teatr, wystąpił w listopadzie 1950 r. o stypendium w Royal Academy of Dramatic Arts (RADA, Królewska Akademia Sztuk Dramatycznych). Stypendium zostało mu przyznane i Orton bez żalu opuścił region East Midlands przenosząc się do Londynu. Atak wyrostka robaczkowego opóźnił początek nauki w RADA do maja 1951.

## Spotkanie z Kennethem Halliwellem
Orton spotkał Kennetha Halliwella w RADA w 1951. Zamieszkał razem z nim i dwójką innych studentów w czerwcu tego samego roku, w mieszkaniu w dzielnicy West Hampstead. Halliwell był siedem lat starszy od Ortona oraz niezależny finansowo (otrzymał pokaźny spadek). Szybko utworzyli stały związek i zostali kochankami, mimo – jak twierdził Orton – seksualnej niekompatybilności. Żaden z nich nie radził sobie dobrze w trakcie dwurocznego kursu na Akademii, choć Halliwell radził sobie nieco gorzej – otrzymując na koniec Certificate of Merit, mniej znaczące wyróżnienie niż przyznany Ortonowi Diploma. 
Po ukończeniu RADA obaj wyjechali na prowincję odbyć staż; Orton spędził cztery miesiące w Ipswich jako asystent kierownika sceny, Halliwell w Llandudno w Walii. Obaj wrócili później do Londynu, odkrywając że „ich marzenia przeniosły się ze sceny na papier”. Wspólnie pracowali nad kilkoma nieopublikowanymi powieściami (często imitując styl Ronalda Firbanka). Osiągali niewielki sukces, ale zachęcano ich do dalszej pracy. Odrzucenie ich ostatniej nadziei, powieści „The Last Days of Sodom” (pol. „Ostatnie dni Sodomy”) w 1957 sprawiła, że postanowili prowadzić dalsze prace osobno. Orton wracał później do tych książek, czerpiąc z nich pomysły dla wielu epizodów i stylu, w którym tworzył swoje sztuki. 
Przez długi czas odmawiali podjęcia pracy, pewni swojej „wyjątkowości”; żyli z pieniędzy Halliwella oraz zasiłków dla bezrobotnych. Byli zmuszeni prowadzić ascetyczne życie, ograniczając swoje wydatki do £5 tygodniowo. W latach 1957–1959 kilkakrotnie odbyli sześciomiesięczne kontrakty jako robotnicy w fabryce słodyczy Cadbury's, żeby uzbierać na nowe mieszkanie. Przeprowadzili się do niego w 1959, a mieściło się ono na Noel Road w dzielnicy Islington. 

### Psikusy, kawały i wygłupy
Brak poważnego zajęcia doprowadził do tego, że zabawiali się robieniem różnych kawałów i wygłupów. Orton stworzył fikcyjną postać starszej pani Edny Welthorpe, pod którą podszywając się pisywał listy do gazet i instytucji „oburzając się” na różne rzeczy, w tym nowoczesne tendencje w obyczajach, kulturze i sztuce. W późniejszym życiu, wykorzystywał tę postać (jej listy do gazet), żeby podgrzewać kontrowersje wokół swoich sztuk. Orton stworzył Ednę na podstawie „ciotki Edny”, wymyślonego przez Terence’a Rattigana archetypu odbiorcy sztuk teatralnych. 
Inną ich rozrywką było wykradanie książek z lokalnej biblioteki: modyfikowali okładki i streszczenia na nich umieszczone i odnosili je z powrotem. Na przykład tomik poezji Johna Betjemana wrócił do biblioteki z nową okładką przedstawiającą nagiego, mocno wytatuowanego mężczyznę w średnim wieku. Używali swoich projektów okładek także do dekorowania mieszkania. Ostatecznie odkryto tę ich praktykę wynoszenia książek i zawezwano przed sąd w 1962. 
Incydent ten został odnotowany w brytyjskiej prasie ogólnokrajowej. Tabloid „Daily Mirror” dał tej historii tytuł „Gorilla in the Roses” (pol. „Goryl wśród róż”), zwracając uwagę na „wulgarność” czynu. Zostali oskarżeni o pięciokrotną kradzież i zniszczenie. Przyznali się do zniszczenia więcej niż siedemdziesięciu książek i zostali skazani na sześć miesięcy więzienia (wyszli we wrześniu 1962) i grzywnę w wysokości £262. Książki, które „przerobili”, stały się później najcenniejszymi w kolekcji Islington Library.

## Orton jako dramatopisarz
We wczesnych latach 60. XX wieku Orton zaczął pisać sztuki. Swoją ostatnią powieść napisał w 1961 („Head to Toe”) i wkrótce potem zaczął się popyt na jego twórczość. W 1963 BBC zapłaciła 65 GBP za radiową sztukę „The Boy Hairdresser” (pol. „Chłopiec-fryzjer”), która została wyemitowana 31 sierpnia 1964 jako „The Ruffian on the Stair”. Została zaadaptowana dla teatru w 1966. 
Orton upajał się swoim osiągnięciem i pisał kolejne dzieła. Ukończył „Entertaining Mr Sloane” w momencie gdy „The Ruffian on the Stair” był emitowany. Wysłał kopię do agenta teatralnego Peggy Ramsay w grudniu 1963. Premiera odbyła się w New Arts Theatre 6 maja 1964 w reżyserii Michaela Cordona. Recenzje były bardzo różne, od zachwytu do oburzenia. Pewne wpływowe osoby w świecie sceny, takie jak Terence Rattigan, sprawiały jednak, że jego dzieła były wystawiane mimo wszystko; oczekiwano również, że popisze się kolejnymi. 
Sztuka „Entertaining Mr Sloane” była pokazywana trzy tygodnie i okazała się nierentowna, lecz Rattigan zainwestował 3 000 GBP w przeniesienie jej do Wyndham's Theatre na West Endzie pod koniec czerwca i do Queen’s Theatre w listopadzie. „Sloane” zajął pierwsze miejsce w kategorii „najlepsza nowa sztuka” w plebiscycie krytyków zorganizowanym przez magazyn Variety, a sam Orton zajął drugie miejsce w kategorii „najbardziej obiecujący dramatopisarz”. W przeciągu roku wystawiono „Sloane” w Nowym Jorku w reżyserii Alana Schneidera (gdzie nie odniósł sukcesu i sztukę szybko zdjęto), a także w Hiszpanii, Izraelu i Australii oraz nakręcono film i sztukę dla teatru telewizji. 
Następną wystawioną sztuką Ortona był „Łup” (org. „Loot”). Pierwszy szkic powstał między czerwcem a listopadem 1964, pod tytułem „Funeral Games” (pol. „Gry pogrzebowe”), tytuł ten Orton zmienił za sugestią Halliwella. Sztuka była szaloną parodią stylu powieści detektywistycznej, przepełnioną najczarniejszą farsą. Uderzała w konwencjonalne spojrzenie na śmierć, policję, religię i sprawiedliwość. Orton zaoferował sztukę Codronowi w listopadzie 1964, następnie poddano ją daleko idącej edycji aż uznano, że się nadaje do wystawienia na West Endzie.
Codron zaaranżował spotkanie Ortona ze swoim kolegą Kennethem Williamsem (znanym i bardzo popularnym brytyjskim aktorem homoseksualnym) w sierpniu 1964. Szybko znaleźli wspólny język, i Orton przerobił „Łup” aby dopasować jedną z głównych postaci do Wiliamsa. 
Sukces „Sloane”'a był oczywisty, zatem „Łup” szybko wszedł w fazę produkcji, mimo oczywistych niedostatków. Próby zaczęły się w styczniu 1965. Premiera odbyła się w Cambridge 1 lutego. Recenzje były miażdżące. Nie za zawartość, ale za zbyt wolną akcję, aktorstwo, śnieżnobiałą scenografię i całą jakość produkcji.
Orton, pokłócony z reżyserem Peterem Woodem o akcję (czy też jej brak), dalej przerabiał sztukę dopisując i przerabiając, zmieniając, zastępując lub dokładając wersy czy całe sceny. Obsada aktorska była zdemoralizowana ciągłymi próbami, a jej występy były bardzo nierówne. Jednakże aktorzy byli pod wrażeniem energii i ciągłych naprawczych zabiegów Ortona. Sztuka zbierała kolejne złe recenzje w Brighton, Oksfordzie, Bournemouth, Manchesterze i na końcu w londyńskim Wimbledonie w połowie marca. „Łup” był „martwym koniem”, którego dalej uderzano batem. Orton odpoczął od tej sytuacji na niezwykle rozwiązłych, wypełnionych haszyszem i homoseksualnym seksem osiemdziesięciodniowych wakacjach w Tangerze w Maroku.
W styczniu 1966 „Łup” został odświeżony, a nowym producentem został Oscar Lewenstein. Bazując na swoim coraz większym doświadczaniu, Orton znacznie skrócił sztukę zwiększając tempo akcji i ulepszając interakcje między bohaterami.
W reżyserii Brahama Murraya, z sympatyczniejszą, mniej abstrakcyjną scenografią, przerobiona sztuka otrzymała bardziej przychylne recenzje. Lewenstein się jednak nie ekscytował, toteż umieścił sztukę w teatrze poza prestiżowym West-Endem: Jeanetta Cochrane Theatre w dzielnicy Bloomsbury, gdzie reżyserię przejął Charles Marowitz.
Orton kontynuował swój zwyczaj ścierania się z reżyserami także z Marowitzem, ale dalsze cięcia, na które się wspólnie zgodzili, polepszały jakość produkcji. Londyńska premiera odbyła się 27 września 1966, a przychylne recenzje wywoływały u zaskoczonego Ortona zachwyt. Przedstawienia „Łup”'u przeniesiono do bardziej prestiżowego Criterion Theatre, w dzielnicy Holborn w październiku, upewniając tym Ortona o jego talencie. Już wtedy pracował nad nowym dziełem: „What the Butler Saw”.
„Łup” zdobył kilka nagród, co wpływało na lepszą sprzedaż biletów i utrwaliło sławę Ortona. Sprzedał prawa do sfilmowana sztuki za 25 000 funtów, mimo że był pewien, iż będzie to klapa (i była), a na Broadwayu los „Łupu” był podobny do tego, który spotkał „Sloane'a”. Mimo wszystko Orton przeżywał najlepszy moment swojego życia, intensywnie pracując nad kolejnymi produkcjami i ulepszając te już gotowe. 
„The Good and Faithful Servant” (pol. „Dobry i wierny sługa”) był kamieniem milowym w twórczości Ortona. Była to telewizyjna jednoaktówka ukończona w czerwcu 1964, po raz pierwszy wyemitowana przez Associated-Rediffusion 6 kwietnia 1967. Ze swoją skromną atmosferą, goryczą i żalem oraz prawdziwą wzruszającą, emocjonalną siłą okazała się spokojniejsza i bardziej naturalna w porównaniu z wcześniejszymi radosno-makabrycznymi farsami. 
„The Erpingham Camp”, będąca Ortona wersją „The Bacchae”, napisana w 1965 i zaoferowana stacji Rediffusion w listopadzie, została wyemitowana 27 czerwca 1966. 
„Funeral Games” jest dziełem łączącym „Łup” i „What the Butler Saw”. Została napisana i była przeredagowywana (cztery razy) między czerwcem a listopadem 1966. Stworzona dla serii Yorkshire Television poświęconej The Seven Deadly Virtues (pol. „Siedmiu śmiertelnym cnotom”), sztuka Ortona zajmowała się cnotą miłosierdzia, zwłaszcza w ujęciu chrześcijańskim — w szaleńczej konfuzji kazirodztwa i morderstwa. 
W marcu 1967 Orton i Halliwell zamierzali spędzić kolejne długie rozrywkowe wakacje, tym razem w Libii, ale ich związek psuł się tak bardzo, że wrócili do domu już po jednym dniu. Orton ciężko pracował, naenergetyzowany i szczęśliwy; Halliwell coraz bardziej pogrążał się w depresji, coraz bardziej kłótliwy i trapiony jakimiś tajemniczymi chorobami. 
Kontrowersyjna farsa Ortona „What The Butler Saw” (pol. „Co widział kamerdyner” zadebiutowała na West Endzie po jego śmierci w 1969. Premiera odbyła się w Queen’s Theatre, a role główne zagrali: Ralph Richardson, Coral Browne, Stanley Baxter i Hayward Morse. Widownia była tak oburzona i tak głośno buczała, że krytycy nie słyszeli wypowiadanych kwestii.

## Śmierć
W maju 1967 Orton i jego kochanek Kenneth Halliwell spędzali wakacje w Tangerze. W nocy 9 sierpnia 1967 Halliwell zatłukł na śmierć 34-letniego Ortona dziewięcioma uderzeniami młotkiem w głowę. Popełnił następnie samobójstwo, przedawkowując 22 tabletki leku zwanego Nembutalem, które popił sokiem grejpfrutowym. Detektywi stwierdzili, że Halliwell zginął pierwszy, ponieważ ciało Ortona było nadal ciepłe. 
Gazeta The Sunday Times w swoim wydaniu z 22 listopada 1970 donosiła, że w sobotę 5 sierpnia, cztery dni przed śmiercią, Joe poszedł do pubu Chelsea Potter na King’s Road. Spotkał się tam ze swoim przyjacielem Peterem Nolanem, któremu powiedział, że ma nowego chłopaka, i że chce ostatecznie zerwać z Halliwellem, ale nie wie jak. 
Ostatnią osobą, jaka rozmawiała z Halliwellem, był lekarz psychiatra. Lekarz rozmawiał z Halliwellem trzy razy przez telefon: umawiali się na wizytę następnego ranka. Ostatnia rozmowa odbyła się około godziny 10 wieczorem. Halliwell wziął adres lekarza i powiedział „Niech się pan nie martwi, już jest mi lepiej. Przyjdę do pana jutro rano”.
Halliwell czuł się coraz bardziej zagrożony i wyizolowany sukcesem Ortona, zaczął więc nadużywać leków antydepresyjnych i barbituranów. 
Ciała Ortona i Halliwella odkryto następnego ranka, kiedy szofer przyjechał zabrać Ortona na spotkanie, na którym miał on dyskutować scenariusz tworzony dla The Beatles.
Halliwell zostawił list pożegnalny, informujący policję, że wszystko się wyjaśni, gdy przeczytają pamiętniki Ortona, „zwłaszcza ostatnie części”. Pamiętniki zostały później opublikowane, ale nie dostarczają obiecanego wglądu w stan rzeczy. Zastanawiający jest fakt, że w pamiętniku brakuje ostatnich 8 dni z życia Ortona: uważa się, że strony je opisujące zostały zabrane przez policję.

## Biografie: film, radio, telewizja
Biografia pt. „Prick Up Your Ears” (pol. „Nadstaw uszu” nie oddaje dwuznaczności tytułu oryginalnego, który może oznaczać „nadstaw uszu”. Słowo „ears” to w języku angielskim anagram słowa „arse” czyli „dupa”, co jest nawiązaniem do homoseksualnego związku bohaterów) została wydana przez Johna Lahra w 1978. Orton sam kontemplował użycie powyższego tytułu.
W roku 1987 powstał film biograficzny pod tym samym tytułem, na podstawie pamiętników Ortona i ustaleń Lahra. Wyreżyserował go Stephen Frears, a w rolach głównych wystąpili Gary Oldman, Alfred Molina i Vanessa Redgrave. Alan Bennett był autorem scenariusza.
Dwa archiwalne nagrania Ortona zachowały się w BBC: krótki wywiad radiowy wyemitowany po raz pierwszy w sierpniu 1967 oraz nagranie wideo jego występu w talk-show Eamona Andrews na kanale ITV.

## Dzieła

### Sztuki
- Fred and Madge (napisana w 1959) and The Visitors (napisana w 1961), obie wydane po raz pierwszy w 2001
- The Ruffian on the Stair, wystawiona po raz pierwszy w 1964
- Entertaining Mr Sloane, wystawiona po raz pierwszy w 1964
- Loot (pol. Łup), wystawiona po raz pierwszy w 1965
- The Erpingham Camp (wystawiona po raz pierwszy w 1966
- The Good and Faithful Servant, wystawiona po raz pierwszy w 1967
- Funeral Games, wystawiona po raz pierwszy w 1968
- What the Butler Saw (pol. Co widział kamerdyner), wystawiona po raz pierwszy w 1969
- Up Against It

### Powieści
- Head to Toe (wydana w 1971)
- Between Us Girls (wydana w 2001)
- Lord Cucumber i The Boy Hairdresser (współautorem był Halliwell) (wydane w 2001)